# Vilenica (Festival)
Das Vilenica mednarodni literarni festival (deutsch Vilenica Internationales Literaturfestival) ist ein internationales Literaturfestival, an dem sich Dichter, Schriftsteller, Dramaturgen und Essayisten aus verschiedenen Ländern Europas beteiligen. Es findet jährlich in der zweiten Septemberwoche in Lipica sowie anderen Veranstaltungsorten in Slowenien statt und wird organisiert vom Slowenischen Schriftstellerverband und dem Kulturzentrum Vilenica in Sežana.

## Organisation
Die Grundsteine des Vilenica-Festivals setzte die im slowenischen Karstgebiet liegende Gemeinde Sežana in den frühen 1980er-Jahren, als sie in der Karsthöhle Vilenica literarische Treffen organisierte. Die Höhle fungierte schließlich auch als Namensgeber, als 1986 das erste offizielle Vilenica-Festival von Veno Taufer und dem Slowenischen Schriftstellerverband veranstaltet wurde. Bis heute ist sie gemeinsam mit dem Ort Lipica, dem Kosovel-Kulturhaus in Sežana, der Kirche in Lokev und dem mittelalterlichen Schloss Štanjel als einer der Hauptaustragungsorte des Festivals. Auch in Ljubljana, Maribor, Celje, Koper, Trbovlje, Bilje und Triest finden zum Festival gehörende Veranstaltungen statt. Bei der Organisation wirken heute neben den beiden Hauptveranstaltern, dem Slowenischen Schriftstellerverband und dem Kulturzentrum Vilenica, zahlreiche weitere Vereine und umliegende Gemeinden mit. Finanziert wird das Festival von der Nationalen Buchagentur Sloweniens (JAK; Javna agencija za knjigo Republike Slovenije), der Central European Initiative (CEI), der Gemeinde Sežana und privaten Sponsoren.

## Programm und Publikationen
Das Programm steht jedes Jahr unter einem besonderen Motto aus dem aktuellen Literaturgeschehen, mit dem auch ein slowenischer Autor in den Vordergrund gestellt wird. Die Veranstaltungen richten sich sowohl an Fachleute als auch Laienpublikum und setzen sich aus einer bunten Mischung aus Literatur- und Kulturveranstaltungen, Lesungen, Diskussionsrunden, Symposien und einer Buchmesse in den unterschiedlichen Veranstaltungsorten zusammen.
Aus den Veranstaltungen resultiert eine Reihe von Publikationen: der Vilenica-Almanach mit Texten der Gastautoren, jeweils in Originalsprache sowie slowenischer und englischer Übersetzung; die Vilenica-Anthologien mit Werken von im slowenischen und zentraleuropäischen Raum bisher unterrepräsentierten Autoren; die CEI-Publikation mit den Essays von den Round-Table-Diskussionen; die Vilenica-Serie in Kooperation mit dem Verlag Cankarjeva založba mit den Gewinner-Übersetzungen; die Vilenica-CEI-Kollektion mit Werken bisheriger CEI-Preis-Gewinner sowie ein Programm-Booklet.

## Auszeichnungen
Im Rahmen des Festivals werden verschiedene Auszeichnungen vergeben. Im Zentrum steht dabei der Internationale Vilenica-Literaturpreis, über den die offizielle Vilenica-Jury basierend auf den Vorschlägen ihrer Berater aus unterschiedlichen europäischen Ländern entscheidet. Neben herausragenden literarischen Leistungen stellt Pluralität, sowohl das Genre betreffend als auch in geografischer und generationsübergreifender Hinsicht, das wichtigste Bewertungskriterium dar. Die festliche Preisübergabe findet in der Karsthöhle Vilenica statt. Unter den Gewinnern befinden sich bisher auch einige deutschsprachige Autoren, wie z. B. Peter Handke (1987), Adolf Muschg (1995), Brigitte Kronauer (2004) und Karl-Markus Gauß (2005). Das Gewinnerwerk wird beim Verlag Cankarjeva založba ins Slowenische übersetzt und beim nächsten Vilenica-Festival im darauffolgenden Jahr präsentiert. 2021 ging der mit 10.000 Euro dotierte Preis unter dem Veranstaltungsmotto „Angst und Courage“ an den Kärntner Autor Josef Winkler, von dessen umfangreichen, kritischen Werk bisher drei Werke ins Slowenische übersetzt wurden.
Eine weitere im Rahmen der Festlichkeiten verliehene Auszeichnung ist die Kristall-Vilenica. Diese wird an einen Autor, der im Rahmen der Lesungen am Festival auftritt und im Vilenica-Almanach erscheint, vergeben. Über den Gewinner entscheidet eine internationale Jury, bestehend aus den Gästen des Festivals. Abgesehen von einer Statuette erhält dieser auch eine Einladung zum Cúirt International Festival of Literature im irischen Galway. Die Verleihung findet im Schloss Štanjel statt. Preisträger aus dem deutschsprachigen Raum sind Nicole Müller (1997) und Francesco Micieli (1993).
Außerdem wird der mit 1.500 Euro dotierte CEI-Preis der Central European Initiative verliehen, der auf eine grenzübergreifende Kooperation und Promotion der Literatur junger Autoren von CEI-Mitgliedsstaaten, die nicht Teil der Europäischen Union sind, abzielt. Mit dem Geld wird dem Gewinner ein einmonatiger Aufenthalt in einem CEI-Mitgliedsstaat nach Wahl zur Arbeit an einem aktuellen Projekt finanziert. Im Jahr 2000 rief das Kulturzentrum Vilenica die Young Vilenica-Auszeichnung ins Leben, für den sich Schüler aller europäischen Schulen bis 15 Jahre mit selbstverfassten Gedichten bewerben können. Die Gewinner werden bereits im Mai im Kosovel-Kulturhaus in Sežana ausgezeichnet und erhalten die Möglichkeit, als Gastautoren beim Vilenica-Festival und dem Cuisle International Poetry Festival in Limerick (Irland) teilzunehmen.

### Bisherige Gewinner des Vilenica-Preises
- 2021: Josef Winkler (Österreich)
- 2020: Mila Haugová (Slowakei)
- 2019: Dragan Velikić (Serbien)
- 2018: Ilija Trojanow (Bulgarien/Deutschland)
- 2017: Yuri Andrukhovych (Ukraine)
- 2016: Dubravka Ugrešić (Kroatien/Niederlande)
- 2015: Jáchym Topol (Tschechien)
- 2014: Lázsló Krasznahorkai (Ungarn)
- 2013: Olga Tokarczuk (Polen)
- 2012: David Albahari (Serbien)
- 2011: Mircea Cărtăarescu (Rumänien)
- 2010: Dževad Karahasan (Bosnien und Herzegowina)
- 2009: Claudio Magris (Italien)
- 2008: Andrzej Stasiuk (Polen)
- 2007: Goran Stefanovski (Nordmazedonien)
- 2006: Miodrag Pavlović (Serbien)
- 2005: Ilma Rakusa (Schweiz) und Karl-Markus Gauß (Österreich)
- 2004: Brigitte Kronauer (Deutschland)
- 2003: Mirko Kovač (Kroatien)
- 2002: Ana Blandiana (Rumänien)
- 2001: Jaan Kaplinski (Estland)
- 2000: Slavko Mihalić (Kroatien)
- 1999: Erica Pedretti (Schweiz)
- 1998: Péter Nádas (Ungarn)
- 1997: Pavel Vilikovsky (Slowakei)
- 1996: Adam Zagajewski (Polen)
- 1995: Adolf Muschg (Schweiz)
- 1994: Josip Osti (Bosnien und Herzegowina)
- 1993: Libuše Moníková (Tschechien/Deutschland)
- 1992: Milan Kundera (Tschechien)
- 1991: Zbigniew Herbert (Polen)
- 1990: Tomas Venclova (Litauen)
- 1989: Jan Skácel (Tschechien)
- 1988: Peter Eszterházy (Ungarn)
- 1987: Peter Handke (Österreich)
- 1986: Fulvio Tomizza (Italien)

### Bisherige Gewinner der Crystal Vilenica-Auszeichnung
- 2020: Sibila Petlevski (Kroatien)
- 2019: Manjola Nasi (Albanien)
- 2018: Shota Iatashvili (Georgien)
- 2017: Antonella Bukovaz (Italien)
- 2016: Kateryna Kalytko (Ukraine)
- 2015: Blerina Rogova Gaxha (Kosovo) und Polona Glavan (Slowenien)
- 2014: Liliana Corobca (Moldawien)
- 2013: Tania Malyarchuk (Ukraine)
- 2012: Rumen Leonidov (Bulgarien)
- 2011: Dan Coman (Rumänien)
- 2010: Goran Vojnović (Slowenien)
- 2009: Luljeta Lleshanaku (Albanien)
- 2008: Andrej Khadanovich (Weißrussland)
- 2007: Piotr Sommer (Polen)
- 2006: Mojca Kumerdej (Slowenien)
- 2005: Vladas Brazinas (Litauen)
- 2004: Valžyna Mort (Weißrussland)
- 2002: Pál Závada (Ungarn)
- 2001: Natalka Bilocerkivec (Ukraine)
- 2000: Vörös Istvan (Ungarn)
- 1999: Angelo Cherchi (Italien)
- 1998: Peter Semolič (Slowenien)
- 1997: Nicole Müller (Schweiz)
- 1996: Kaća Čelan (Bosnien und Herzegowina)
- 1995: Marzanna Bogumiła Kielar (Polen)
- 1994: Slavko Mihalić (Kroatien)
- 1993: Francesco Micieli (Schweiz)
- 1992: Endre Kukorelly (Ungarn)
- 1991: Grendel Lajos (Slowakei)
- 1990: Aleš Debeljak (Slowenien)
- 1989: Dubravka Ugrešić (Kroatien)
- 1988: Ewa Lipska (Polen)
- 1987: Gregor Strniša (Slowenien)